# If (cântec de Janet Jackson)
„If” este un cântec al interpretei americane Janet Jackson. Piesa a fost compusă de Jimmy Jam și Terry Lewis și Jackson, fiind inclusă pe cel de-al cincilea material discografic de studio al artistei, janet.. „If” a ocupat locul 1 în Canada, obținând clasări mediocre la nivel mondial.

## Clasamente
| Clasament                            | Poziția maximă | Referință |
| ------------------------------------ | -------------- | --------- |
| Australian Singles Chart             | 18             | [ 4 ]     |
| Belgian Singles Chart (Flandra)      | 31             | [ 5 ]     |
| Canadian Hot 100                     | 1              | [ 6 ]     |
| Dutch Singles Chart                  | 10             | [ 7 ]     |
| Finland Singles Chart                | 12             | [ 8 ]     |
| France Singles Chart                 | 63             | [ 9 ]     |
| German Singles Chart                 | 25             | [ 10 ]    |
| New Zealand Singles Chart            | 8              | [ 2 ]     |
| Swiss Singles Chart                  | 27             | [ 2 ]     |
| UK Singles Chart                     | 14             | [ 11 ]    |
| U.S. Billboard Hot 100               | 4              | [ 3 ]     |
| U.S. Billboard Hot R&B/Hip-Hop Songs | 3              | [ 3 ]     |
| U.S. Billboard Hot Dance Club Play   | 1              | [ 3 ]     |